# Basilisk (browser)
Basilisk è un browser libero creato dallo sviluppatore del browser Pale Moon. Pubblicato nel novembre 2017, Basilisk è un programma perpetual beta realizzato per ridefinire la precedente piattaforma browser. È stato sviluppato sia per Microsoft Windows sia per Linux.
Come Pale Moon, Basilisk è una fork di Firefox con sostanziali divergenze. Basilisk possiede l'interfaccia utente delle versioni di Firefox tra la 29 e la 56. (Questa è la differenza più evidente con Pale Moon, che possiede le interfacce di Firefox 4-28)
Per i componenti aggiuntivi, Basilisk ha un supporto molto simile come Pale Moon per le estensioni XUL/XPCOM  e i plugin NPAPI, ora non più supportati in Firefox. Al contrario di Pale Moon, Basilisk ha alcuni supporti per le WebExtensions e i DRM.